# Mutation consonantique
Cette page contient des caractères spéciaux ou non latins. S’ils s’affichent mal (▯, ?, etc.), consultez la page d’aide Unicode.
Pour les articles homonymes, voir Mutation.
La mutation consonantique, en synchronie, est une modification phonétique qui voit la consonne d'un mot changer selon son environnement morphologique ou syntaxique. Elle relève de la morphophonologie.
Ce phénomène se rencontre dans de nombreuses langues sur tous les continents. L'exemple typique est la mutation consonantique de l'initiale dans toutes les langues celtiques modernes. Cette mutation consonantique initiale s'observe également dans le paiute du Sud ainsi que dans plusieurs langues d'Afrique de l'Ouest, comme le peul. Les langues fenniques (ou balto-finnoises) telles que le finnois et l'estonien, ainsi que le same, ont des mutations internes aux mots, appelées alternance consonantique. Le dholuo, une langue nilo-saharienne parlée au Kenya, fait muter les consonnes finales des radicaux, ainsi que l'anglais dans une moindre mesure. La mutation des consonnes initiales, médianes et finales se rencontre également dans l'hébreu moderne. Le japonais fait muter certaines initiales en composition : le phénomène s'appelle rendaku.
Le terme de mutation consonantique est également employé dans un autre sens en phonétique historique, pour décrire des évolutions systématiques dans l'articulation de séries de consonnes, notamment dans les langues germaniques : voir loi de Grimm et mutation consonantique du haut-allemand.

## Mutations observées dans diverses langues

### Langues celtiques
Voir les articles breton, cornique, gallois, gaélique d'Écosse, gaélique d'Irlande, mannois pour plus d'information sur les langues celtiques. Les mutations du breton sont tout particulièrement décrites dans les mutations du breton. Celles de l'irlandais le sont dans les (en) mutations de l’initiale en irlandais.
Les langues celtiques sont connues pour leurs mutations consonantiques des initiales. Selon les langues, le nombre et les types de mutations varient: le gaélique écossais et le mannois n'en  ont qu'une, le gaélique irlandais en a deux tandis que les langues brittoniques (breton, cornique et gallois) en ont trois chacune (mais pas les mêmes). De plus, le gaélique d'Irlande et les langues brittoniques possèdent des mutations mixtes qui font muter certains sons d'une façon et d'autres sons d'une autre manière dans certains contextes grammaticaux.
Bien que les conditions de mutation diffèrent selon les langues, certaines sont assez générales. Dans toutes les langues celtiques, les noms singuliers féminins mutent après l'article défini, ainsi que leurs adjectifs épithètes. De même, les pronoms possessifs des troisièmes personnes (« son », « sa » et « ses ») sont souvent homonymes et se distinguent à l'oral par les mutations qu'ils entraînent. Voici quelques exemples en breton, irlandais et en gallois :
| Breton            | Irlandais     | Gallois      | Traduction française |
| ----------------- | ------------- | ------------ | -------------------- |
| gwreg             | bean          | gwraig       | femme                |
| bras/meur         | mór           | mawr         | grand                |
| ar wreg vras/veur | an bhean mhór | y wraig fawr | la grande femme      |
| kazh              | cat           | cath         | chat                 |
| e gazh            | a chat        | ei gath      | son chat (à lui)     |
| he c'hazh         | a cat         | ei chath     | son chat (à elle)    |
| o c'hazh          | a gcat        | eu cath      | leur chat            |

#### Langues gaéliques
Les langues gaéliques présentent les mutations suivantes :
- la lénition, improprement appelée aussi aspiration, correspond à un affaiblissement général de l'articulation : les occlusives et m deviennent des fricatives, f s'amuït, s devient h, n et l sont réalisés avec moins de tension
- l'éclipse, improprement appelée aussi nasalisation, transforme les occlusives sourdes en sonores, les occlusives sonores en nasales, et sonorise f. L'éclipse est spécifique de l'irlandais.

L'orthographe de l'irlandais décrit précisément ses mutations, sauf pour n et l ; chaque consonne écrite correspond en phonologie à deux phonèmes, car l'irlandais pratique une distinction de palatalisation pour presque toutes ses consonnes, indiquée dans l'orthographe par l'écriture des voyelles environnantes. Le tableau suivant présente les mutations écrites, d'abord sous leur forme orthographique, puis sous forme phonologique (la réalisation phonétique varie selon les dialectes). Le phonème indiqué correspond à celui de la consonne non palatalisée.
| Radicale | Lénition    | Éclipse |
| -------- | ----------- | ------- |
| p /p/    | ph /f/      | bp /b/  |
| t /t/    | th /h/      | dt /d/  |
| c /k/    | ch /x/      | gc /g/  |
| b /b/    | bh /w/, /v/ | mb /m/  |
| d /d/    | dh /γ/      | nd /N/  |
| g /g/    | gh /γ/      | ng /ŋ/  |
| m /m/    | mh /w/      |         |
| n /N/    | n /n/       |         |
| f /f/    | fh (zéro)   | bhf /v/ |
| s /s/    | sh /h/      |         |
| n /N/    | n /n/       |         |
| l /L/    | l /l/       |         |

L'écossais suit les mêmes principes pour indiquer la lénition.

#### Langues brittoniques
Les langues brittoniques présentent les mutations suivantes :
- la lénition, également appelée adoucissement ou affaiblissement, est comme dans les langues gaéliques un affaiblissement générale de l'articulation. Mais les effets produits sont différents :
  - elle transforme les occlusives sourdes en occlusives sonores d'une part,
  - les occlusives sonores et m en fricative sonores ;
  - en gallois les liquides mutent aussi ;
  - en cornique tardif et dans de nombreux dialectes bretons, on observe également une néo-lénition de constitution plus tardive, qui transforme les fricatives sourdes en sonores, mais pas toujours dans les mêmes contextes.
- la provection, également appelée durcissement ou renforcement, transforme les occlusives sonores en sourdes :
  - elle est spécifique au breton et au cornique à l'initiale, mais toutes les langues brittoniques la connaissent comme alternance morphologique interne.
- la spirantisation, passage de l'occlusive sourde à la fricative (sourde à l'origine, mais pouvant devenir sonore par néo-lénition)
- la nasalisation, passage de l'occlusive à la nasale ; 
  - elle est surtout productive en gallois, il en existe des traces en breton et en cornique.

Tableau des mutations initiales en gallois :
| Radicale | Lénition | Nasalisation | Spirantisation |
| -------- | -------- | ------------ | -------------- |
| p /p/    | b /b/    | mh /mh/      | ph /f/         |
| t /t/    | d /d/    | nh /nh/      | th /θ/         |
| c /k/    | g /g/    | ngh /ŋh/     | ch /x/         |
| b /b/    | f /v/    | m /m/        |                |
| d /d/    | dd /ð/   | n /n/        |                |
| g /g/    |  (zéro)         | ng /ŋ/       |                |
| m /m/    | f /v/    |              |                |
| ll /ɬ/   | l /l/    |              |                |
| rh /r̥/   | r /r/    |              |                |

### Paiute du Sud
Cette langue amérindienne connaît trois mutations consonantiques, qui sont causées par différents préfixes :
- la spirantisation ;
- la gémination ;
- la prénasalisation :

| Radical | Spiration | Gémination | Prénasalisation |
| ------- | --------- | ---------- | --------------- |
| /p/     | /v/       | /pp/       | /mp/            |
| /t/     | /r/       | /tt/       | /nt/            |
| /k/     | /ɣ/       | /kk/       | /ŋk/            |
| /kw/    | /ɣw/      | /kkw/      | /ŋkw/           |
| /ts/    |           | /tts/      | /nts/           |
| /s/     |           | /ss/       |                 |
| /m/     | /ŋkw/     | /mm/       | /mm/            |
| /n/     |           | /nn/       | /nn/            |

Par exemple, le suffixe (en finale absolue) -pi apparaît dans différentes formes, selon le nom auquel il se suffixe :
- /movi-ppi/ “nez”
- /sappɪ-vi/ “ventre”
- /aŋo-mpi/ “langue”

### Peul
Le dialecte gombe du peul, parlé au Nigéria, possède des mutations causées par les classes de déclinaison. Deux types de mutations sont rencontrés : le durcissement et la prénasalisation.
| Radical | Durcissement | Prénasalisation |
| ------- | ------------ | --------------- |
| /f/     | /p/          | /p/             |
| /s/     | /ʃ/          | /ʃ/             |
| /h/     | /k/          | /k/             |
| /w/     | /b/          | /mb/            |
| /r/     | /d/          | /nd/            |
| /j/     | /dʒ/, /g/    | /ɲdʒ/, /ŋg/     |
| /ɣ/     | /g/          | /ŋg/            |

Par exemple, les radicaux /rim-/ “homme libre” et /ɣim-/ “personne” possèdent les formes suivantes :
- /rimɓe/ (classe 2), /dimo/ (classe 1), /ndimon/ (classe 6)
- /ɣimɓe/ (classe 2), /gimɗo/ (classe 1), /ŋgimkon/ (classe 6)

### Finnois
Voir aussi plus spécialement l'article Alternance consonantique.
En finnois (ainsi que dans les langues apparentées comme l'estonien et de plus loin le same), les consonnes finales des radicaux mutent (ce qui est généralement appelé gradation dans la littérature anglo-saxonne et alternance consonantique en français). Il n'y a qu'un seul type de mutation, l'affaiblissement, concernant les occlusives p t k (et, dans une moindre mesure leurs correspondants voisés g et b).
| Radical | Forme affaiblie |
| ------- | --------------- |
| pp      | p               |
| tt      | t               |
| kk      | k               |
| p       | v               |
| t       | d               |
| k       | v, zéro         |
| bb      | b               |
| gg      | g               |

| Radical | Forme affaiblie |
| ------- | --------------- |
| mpp     | mp              |
| mp      | mm              |
| ntt     | nt              |
| nt      | nn              |
| nkk     | nk              |
| nk      | ng              |
| lp      | lv              |
| lt      | ll              |
| lk      | l, lj           |
| rp      | rv              |
| rt      | rr              |
| rk      | r, rj           |
| ht      | hd              |
| hk      | h, hj           |

Par exemple, les noms et adjectifs au génitif singulier voient leurs consonnes médianes s'affaiblir :
- lappu "morceau de papier" (nom.), lapun (gén.)
- halpa "bon marché" (nom.), halvan (gén.)
- kota "tente lapone" (nom.), kodan (gén.)
- suka "brosse" (nom.), suan (gén.)
- puku "habit" (nom.), puvun (gén.)

### Dholuo
Le dholuo (également appelé luo ou lwo) est parlé par les Luos en Afrique de l'Est. Cette langue connaît des mutations entre consonnes sourdes et sonores en finale. Lors de la dérivation de l'état construit (forme que prend un nom lorsqu'il est complété : "colline de", "bâton de", etc.), le voisement de la consonne finale est modifié (Il y a également souvent des altérations des voyelles qui sont indépendantes des mutations consonantiques).
- /gɔt/ “colline” (abs.), /god/ (const.)
- /lʊθ/ “bâton” (abs.), /luð/ (const.)
- /kɪdo/ “apparence” (abs.), /kit/ (const.)
- /tʃogo/ “os” (abs.), /tʃok/ (const.)
- /buk/ “livre” (abs.), /bug/ (const.)
- /kɪtabu/ “livre” (abs.), /kɪtap/ (const.)

### Anglais
Le vieil anglais voisait les fricatives en finale de radical, ce que l'on observe encore dans la langue moderne dans les couples noms-verbes et dans la formation des noms pluriels anglais :
| - belief (n.s) - believe (vb.) - life (n.s) - live (vb.) - proof (n.s) - prove (vb.) - strife (n.s) - strive (vb.) - thief (n.s) - thieve (vb.) |  | - bath /bɑ:θ/ (n.s.) - bathe /beɪð/ (vb.) - breath /bɹeθ/ (n.s.) - breathe /bɹi:ð/ (vb.) - sheath /ʃi:θ/ (n.s.) - sheathe /ʃi:ð/ (vb.) - wreath /ɹi:θ/ (n.s.) - wreathe /ɹi:ð/ (vb.) - choice /ʧɔɪs/ (n.s.) - choose /ʧu:z/ (vb.) - house /haʊs/ (n.s.) - house /haʊz/ (vb.) - use /ju:s/ (n.s.) - use /ju:z/ (vb.) |

Les modifications phonétiques dans la formation du pluriel tendent à se perdre ; parmi les modifications répertoriées ci-dessous, de nombreux locuteurs ne connaissent que la mutation f–v, qui est d'ailleurs écrite :
| - knife (n.s.) - knives (n.pl.) - leaf (n.s.) - leaves (n.pl.) - self (n.s.) - selves (n.pl.) - shelf (n.s.) - shelves (n.pl.) - wharf (n.s.) - wharves (n.pl.) - wife (n.s.) - wives (n.pl.) - wolf (n.s.) - wolves (n.pl.) |  | - bath /bɑ:θ/ (n.s.) - baths /bɑ:ðz/ (n.pl.) - mouth /maʊ:θ/ (n.s.) - mouths /maʊ:ðz/ (n.pl.) - oath /ɘʊθ/ (n.s.) - oaths /ɘʊðz/ (n.pl.) - path /pɑ:θ/ (n.s.) - paths /pɑ:ðz/ (n.pl.) - youth /ju:θ/ (n.s.) - youths /ju:ðz/ (n.pl.) - house /haʊs/ (n.s.) - houses /haʊzɪz/ (n.pl.) |

### Hébreu moderne
L'hébreu moderne possède quelques mutations, qui ne provoquent que la spirantisation de certaines consonnes. Elles concernent les  consonnes initiales, médianes ou finales des radicaux.
| Lettre hébraïque | Radical | Forme spirante |
| ---------------- | ------- | -------------- |
| ב (bet)          | /b/     | /v/            |
| כ (kaf)          | /k/     | /x/            |
| פ (pé)           | /p/     | /f/            |

Par exemple, certains verbes mutent ; comparez :
- /katav/ “il écrit”, /yixtov/ “il écrira”
- /tiba/ “il coule” (non transitif), /tava/ “il coule” (transitif)

Certains noms mutent également selon qu’ils soient masculin ou féminin, singulier ou pluriel, ou après les prépositions :
- /melex/ “un roi”, /malka/ “une reine”
- /dov/ “un ours”, /dubim/ “des ours”
- /bayit/ “une maison”, /be-vayit/ “dans une maison”

Mais tous les mots ne mutent pas :
- /tov/ “bien”, /tuvim/ “biens”
- /xatav/ “il hacha”, /yaxtav/ “il hachera” (le son /x/ correspond ici à la lettre Het (ḥ))
- /zikef/ “il posa”, /zakaf/ “il dressa” (le son /k/ correspond ici à la lettre Qof (q))
- /kibuts/ “un kibboutz”, /be-kibuts/ “dans un kibboutz” (le son /k/ correspond ici à la lettre Qof (q))

### Malais / Indonésien
En malais et en indonésien, la forme active d'un verbe commençant par une occlusive ou une fricative se forme avec le préfixe meN-, où N est une consonne nasale de même point d'articulation que l'initiale du radical.
- garuk → menggaruk (= gratter), hitung → menghitung (= compter),
- beri → memberi (= donner), fitnah → memfitnah (= accuser à tort),
- cari → mencari (= rechercher), dapat → mendapat (= obtenir), *jangkau → menjangkau (= atteindre)

Quand la consonne initiale est une occlusive sourde ou un s, elle disparaît en ne laissant que la nasale assimilée.
- kandung → mengandung (= contenir / être enceinte),
- putih → memutih (= blanchir),
- satu → menyatu (= s'unir),
- tulis → menulis (= écrire).

Quand le radical commence par une voyelle, la nasale est réalisée ng ([ŋ]).
Quand le radical est monosyllabique, il y a épenthèse vocalique et le préfixe devient menge-.
- bor (= foret) → mengebor (= forer).

Quand le radical commence par une nasale, le préfixe se réduit à me-.
Exemples adaptés du Wikibook en anglais concernant l'Indonésien.

### Sindarin
Le sindarin, langue imaginaire créée par John Ronald Reuel Tolkien, possède des mutations inspirées du gallois.
La première lettre d'un nom mute généralement lorsque ce nom est fortement lié au mot qui le précède (article, préposition…). Aussi avons-nous /certh/ (rune), mais /i gerth/ (la rune). Le deuxième élément d'un mot composé et le complément d'objet direct mutent également.

### Corse
On retrouve le phénomène de mutation de la consonne initiale en Corse.
Dans la partie nord de l’île, l’initiale du mot est marquée par un mécanisme d’alternance consonantique entre position forte et position faible. La position faible est précédée d’une voyelle atone. La position forte concerne tous les autres cas : précédée d’une voyelle tonique, d’une pause, d’une consonne
|    | position forte | position forte                        | position faible | position faible                                               |
| p  | pp             | [tr’ɛ pp’ani] trois pains             | b               | [u b’anɛ] le pain                                             |
| t  | tt             | [in tt’æra] par terre                 | d               | [a d’æra] la terre                                            |
| k  | kk             | [‘a kkolpi] à coups                   | g               | [d’ui golpi] deux coups                                       |
| c  | cc             | [‘ɛ cc’ara] c’est clair               | ɟ               | [unn’ɛ mm’ikka ɟ’ara] ce n’est pas clair nota : ɟ = g mouillé |
| b  | bb             | [‘a bb’iʂʈu] il a vu                  | w               | [‘anu w’iʂʈu] ils ont vu                                      |
| d  | dd             | [un dd’ɛntɛ] une dent                 | δ               | [d’ui δ’ɛnti] deux dents nota : δ = th de l’anglais that      |
| g  | gg             | [iŋ gg’ɔla] dans la gorge             | w               | [di w’ɔla] de gorge                                           |
| ɟ  | ɟ              | [pɛr ɟ’ogu] par jeu                   | j               | [u j’ogu] le jeu                                              |
| gw | gw             | [iŋ gw’æra] en guerre                 | w               | [a w’æra] la guerre                                           |
| gr | gr             | [‘ɛ gr’anu] c’est du blé              | r               | [u r’anu] le blé                                              |
| m  | mm             | [‘a mm’amma ] à ma mère               |                 | [di m’amma] de ma mère                                        |
| n  | nn             | [‘ɛ nn’adu] il est né                 | n               | [‘era n’adu] il était né                                      |
| l  | ll             | [‘a ll’uni] à lundi                   | l               | [u l’uni] le lundi                                            |
| ts | tts            | [s’ɔ tts’ɛkki] ce sont des tiques     | dz              | [‘una dz’ɛkka] une tique                                      |
| tʃ | ttʃ            | [s’ɔ ttʃ’imidƷɛ] ce sont des punaises | dƷ              | [‘una dƷ’imidƷa] une punaise                                  |
| f  | ff             | [s’ɔ ff’ɔlɛ] ce sont des contes       | v               | [p’arɛnu v’ɔlɛ] on dirait des contes                          |
| s  | ss             | [‘ɛ ss’ɔlu] il est seul               | z               | [‘era z’ɔlu] il était seul                                    |

## Mutations et sandhi
La mutation de la consonne initiale ne doit pas être confondue avec le sandhi, qui dénomme l’altération systématique de l'initiale des mots en fonction de leur environnement phonétique, contrairement aux mutations, qui sont déclenchées par leur  environnement morphologique ou syntaxique.
Voici quelques exemples de sandhis :
- Espagnol : [b, d, g], qui apparaissent après une consonne nasale ou occlusive, alternent avec [β, ð, ɣ], qui apparaissent après une voyelle ou une consonne liquide. Exemple : [un barco] “un bateau”, [mi βarco] “mon bateau”.
- Gaélique d’Écosse: les occlusives dans les syllabes accentuées sont voisées après les nasales, e.g. cat [kʰaʰt] “un chat”, an cat [əŋ gʰaʰt] “le chat”.
- Nivkhe : les occlusives deviennent des fricatives après les voyelles ou des occlusives avant une autre fricative. Exemples :
  - [q͡hos] “cou”, [c͡holŋi χos] “cou d’un renne”
  - [χa-] “tirer”, [c͡hxəf q͡ha-] “tirer sur un ours”
- Grec moderne : les occlusives sourdes (non voisées) deviennent sonores (voisées) après nasale (ν [n]) ; la nasale elle-même peut ne pas se prononcer : 
  - ex. ο παράδεισος [ɔ pa'raðisɔs] “le paradis” mais στον παράδεισο [stɔ(m) ba'raðisɔ] “au paradis”.
  - c'est ce mécanisme qui permet de noter les sons [d] et [b], par des digraphes incluant une nasale : ντ et μπ (en effet, en grec moderne, les graphies β et δ notent désormais les fricatives sonores [v] et [ð]). Ex. μπορώ [bɔ'rɔ] “pouvoir”.

Ces sandhis (ainsi que d’autres transformations phonétiques similaires) sont à l’origine historique des mutations consonantiques.
Par exemple, la mutation des fricatives anglaises décrite ci-dessus découle d’une altération par sandhi en vieil anglais : une fricative voisée apparaissant entre deux voyelles (ou d’autres consonnes voisées) était voisée, une fricative sourde apparaissant à l’initiale, en finale ou à côté d’une consonne sourde était sourde. Les infinitifs du vieil anglais se terminaient en /-(i)an/ et les noms pluriels en /-as/. Ainsi, /hūs/ “une maison” a un [s], alors que /hūsas/ “maisons” et /hūsian/ “à la maison” ont un [z]. Dès lors que la majorité des finales furent tombées en anglais, et que le contraste entre fricatives sonores et sourdes fut devenu phonologique (en partie sous l’influence du français), la mutation était apparue.
De même, les mutations dans les langues celtiques semblent provenir d’anciens sandhis qui sont progressivement passés d’un rôle purement phonétique à un rôle grammatical après l’amuïssement des anciennes désinences.